# 中古六歌仙
中古六歌仙（日语：／ Chūkorokukasen */?）是日本平安時代後期至鎌倉時代初期的私撰和歌集，仿效《古今和歌集》時期的六歌仙，按順序收錄六名院政時期歌人的作品，六名歌人分別是源俊賴（65首）、藤原基俊（29首）、待賢門院堀河（25首）、藤原清輔（56首）、俊惠（59首）和登蓮（26首），總共259首和歌。